# Jean Comnène (fils d'Andronic Ier Comnène)
Pour les articles homonymes, voir Jean Comnène.
Jean Comnène (en grec : Ἰωάννης Κομνηνός, août/septembre 1159 - septembre 1185) est le deuxième fils d'Andronic Ier Comnène, empereur byzantin de 1183 à 1185. Durant le règne de son père, Jean est nommé co-empereur et successeur désigné aux dépens de son frère aîné Manuel. Néanmoins, lorsqu'Andronic est renversé le 12 septembre 1185, Jean Comnène est probablement tué.

## Biographie
Jean est le fils d'Andronic Comnène et de sa première femme, dont l'identité est inconnue. Il naît en 1159, apparemment conçu quand sa mère est en prison, n'empêchant pas Andronic de lui rendre visite secrètement. Jean accompagne probablement Andronic quand il est nommé doux (gouverneur militaire) de Cilicie en 1166. Il part aussi avec lui en exil dans différentes principautés du Proche-Orient, alors que son frère aîné Manuel et sa sœur Marie restent à Constantinople. En 1178 ou 1179, Andronic est autorisé par son cousin Manuel Ier Comnène à revenir dans l'Empire byzantin avec son fils Jean et sa maîtresse Théodora Comnène, laquelle est aussi la cousine de Manuel. Jean pourrait alors avoir reçu le titre de sébaste de la part de Manuel. 
Après la mort de Manuel Ier en 1180, Jean et son frère Manuel se rangent du côté de Marie Comnène, la fille du défunt empereur, qui s'oppose à la régence d'Alexis II Comnène, dirigée par l'impératrice douairière Marie d'Antioche et le protosébaste Alexis Comnène. Néanmoins, le complot est découvert et conduit à l'emprisonnement de Jean et de Manuel, jusqu'à ce qu'Andronic ne se soulève à son tour et renverse la régence en avril 1182.
Entre avril 1182 et septembre 1183, Andronic occupe la régence et confère à son fils un titre élevé. Durant l'automne 1183, Andronic se fait couronner empereur, fait assassiner Alexis II et nomme son fils Jean comme coempereur, le préparant pour la succession. Ce choix qui met de côté Manuel s'expliquerait par l'opposition de ce dernier à la politique de son père. Jean, plus loyal, prend donc le dessus. En outre, il est possible qu'Andronic ait été influencé par une prophétie alors en vogue à l'époque, impliquant que l'ordre des empereurs Comnènes suit la règle AIMA, chaque lettre correspondant à la première lettre du prénom de l'empereur. Cette règle a été respectée par les quatre premiers avec d'abord Alexis Ier Comnène puis Jean II Comnène (Ioannes en grec), Manuel Ier et enfin Alexis II.
A la différence de son frère, Jean a globalement soutenu la politique de son père. Néanmoins, Eustathe de Thessalonique assure qu'il s'en éloigne quand la répression d'Andronic devient trop sévère, ce à quoi Andronic aurait répliqué en qualifiant ses deux fils de « femmes », incapables de gouverner en présence d'individus susceptibles de s'emparer du trône. Selon Nicétas Choniatès, le grand hétériarique Constantin Tripsychos, l'un des ministres principaux d'Andronic, est accusé par son rival, le logothète du drome Étienne Hagiochristophoritès de paroles déplacées à l'encontre de Jean Comnène, le comparant à un certain Zintziphitzès, un homme vulgaire connu dans les tavernes de la capitale. Il est probable que ces accusations soient calomnieuses, permettant à Etienne de se débarrasser d'un adversaire mais elles conduisent à l'emprisonnement de Constantin Tripsychos.
En 1185, Guillaume II de Sicile qui règne sur le royaume italo-normand de Sicile profite des troubles internes à l'Empire byzantin pour l'envahir. Après avoir pris Dyrrachium en juin, il assiège Thessalonique, la deuxième ville de l'Empire dont la prise lui ouvrirait la route de Constantinople. Andronic disperse le commandement de l'armée byzantine entre plusieurs généraux, dont son fils Jean. Il doit porter secours aux assiégés et reçoit la direction d'un contingent à Philippopolis. Néanmoins, Jean Comnène préfère chasser que de prendre le risque de quitter la cité. Selon Eustathe de Thessalonique, les assiégés espèrent alors la venue de Jean comme de leur sauveur mais la cité tombe à la fin du mois d'août. 
Cet événement porte un coup fatal au règne d'Andronic, de plus en plus contesté. Le 12 septembre, Isaac II Ange est proclamé empereur par la population de la capitale en pleine révolte, Andronic est capturé alors qu'il fuit et brutalement exécuté. Les soldats de Jean Comnène ne tardent pas à se retourner contre lui, lui crèvent les yeux et le tuent.